# Evangelista Torricelli (sommergibile 1918)
L’Evangelista Torricelli è stato un sommergibile della Regia Marina.

## Storia
Entrato in servizio – al comando del tenente di vascello Giovanni De Sangro, che ne aveva seguito la messa a punto – ad un mese dalla fine della prima guerra mondiale, non ebbe modo di prendere parte ad alcuna operazione bellica, dato che l'equipaggio non aveva ancora ricevuto un adeguato addestramento.
Fu assegnato alla I Squadriglia Sommergibili, con base a La Spezia.
Nel primo dopoguerra operò in crociere di addestramento e svolse attività addestrativa per gli allievi dell'Accademia Navale di Livorno.
Nel 1924 partecipò ad un'esercitazione nelle acque della Tripolitania; comandante del sommergibile era il tenente di vascello Angelo Parona (che, con il grado di ammiraglio, avrebbe poi comandato la base italiana di Betasom durante la seconda guerra mondiale).
Nel marzo 1926 – lo comandava il capitano di corvetta Ferdinando Zezi – prese parte ad esercitazioni con l'idrofono assieme a dei MAS, al largo dell'Isola d'Elba.
Nel corso dello stesso anno partecipò ad un'esercitazione, durante la quale, colto da avaria, dovette essere trainato in porto dal gemello Galvani.
Passò tutto il 1927 in cantiere, ma non tornò più in servizio: disarmato in quello stesso anno, fu radiato nel 1930.
Seguì la demolizione.